# Speech Communication
Speech Communication is een internationaal, aan collegiale toetsing onderworpen wetenschappelijk tijdschrift op het gebied van de
fonetiek.
De naam wordt in literatuurverwijzingen meestal afgekort tot Speech Comm.
Het wordt uitgegeven door Elsevier namens de European Association for Signal Processing en verschijnt maandelijks.